# Renna Suwarno
Renna Suwarno (* 4. Februar 1992 in Surakarta) ist eine indonesische Badmintonspielerin.

## Karriere
Renna Suwarno nahm 2010 an den Olympischen Jugend-Sommerspielen teil. Bei den Indonesia International 2011 wurde sie Dritte im Dameneinzel. In der indonesischen Superliga 2011 gewann sie den Vizemeistertitel mit dem Team von PB Jayaraya. 2012 stand sie sowohl im Viertelfinale der Indonesia International als auch im Viertelfinale des Indonesia Open Grand Prix Gold.

## Referenzen
- http://pb-pbsi.org/app/profile/playerProfile.aspx?/000000540/02/06/20/0/10/8770/0/0
- http://bwf.tournamentsoftware.com/ranking/player.aspx?id=3879&player=195589

| Personendaten    | Personendaten                   |
| ---------------- | ------------------------------- |
| NAME             | Suwarno, Renna                  |
| ALTERNATIVNAMEN  | Surakarta                       |
| KURZBESCHREIBUNG | indonesische Badmintonspielerin |
| GEBURTSDATUM     | 4. Februar 1992                 |
| GEBURTSORT       | Surakarta                       |